# Rio Mãe Luzia
Rio Mãe Luzia är ett vattendrag i Brasilien.   Det ligger i delstaten Santa Catarina, i den södra delen av landet, 1 500 km söder om huvudstaden Brasília.
Trakten runt Rio Mãe Luzia består till största delen av jordbruksmark. Runt Rio Mãe Luzia är det tätbefolkat, med 356 invånare per kvadratkilometer.